# 普利莫
普利莫（烏克蘭語：Пульмо́）是烏克蘭的村落，位於該國西部沃倫州，由科韋利區負責管轄，始建於1414年，面積2.23平方公里，海拔高度162米，2017年人口1,329，人口密度每平方公里630.56人。
51°30′46″N 23°47′18″E / 51.51278°N 23.78833°E